# The Family Skeleton
The Family Skeleton is een Amerikaanse dramafilm uit 1918 onder regie van Victor Schertzinger en Jerome Storm.

## Verhaal
Billy Bates gelooft dat hij de liefde voor de fles heeft geërfd van zijn vader. Als hij in de buurt van een kroeg gaat wonen, komt hij al spoedig terecht aan de zelfkant van de maatschappij. Poppy Drayton is verliefd op Billy en ze wil hem helpen. Ze doet hem geloven dat ze ontvoerd is. Zo komt Billy erachter dat hij zonder drank kan leven, als de liefde in het spel is.

## Rolverdeling
| Acteur          | Personage          |
| --------------- | ------------------ |
| Charles Ray     | Billy Bates        |
| Sylvia Breamer  | Poppy Drayton      |
| Andrew Arbuckle | Dokter Griggs      |
| William Elmer   | Spider Doyle       |
| Otto Hoffman    | Bediende van Billy |
| Jack Dyer       | Wheeler            |